# Фарамир
Фа́рамир (англ. Faramir) — один из главных персонажей «Властелина Колец» Дж. Р. Р. Толкина. Младший сын наместника Гондора Дэнетора II и его жены Финдуилас, брат Боромира. Муж Эовин, отец Элборона, дед Барахира. Последний из наместников Гондора.

## Биография
Первый раз читатель знакомится с персонажем Фарамира в Итилиэне, когда он встречает Фродо и Сэма. Он понял, что они те самые хоббиты, о которых рассказывал его пророческий сон. Фарамир укрыл их в тайном убежище Хеннет Аннун. Там он долго расспрашивал Фродо и Сэма, и в конце концов узнал, что из Ривенделла с ними вышло ещё семеро, включая его брата Боромира. Фарамир был одним из лучших полководцев Гондора, но никогда не отрицал, что Боромир был более искусным воином. Они выросли друзьями, несмотря на разность характеров, они не соперничали. Фарамир был не только воином, но и знатоком песен и легенд, немало узнал он от Митрандира, причём Дэнетору казалось, что он более склонен прислушиваться к словам Гэндальфа, чем к указаниям отца. Народ и воины Гондора любили его как умелого полководца, не отступавшего перед назгулами.
Из всего услышанного Фарамир сделал вывод — хоббиты несли легендарную Погибель Исилдура. Фарамир рассказал о своей догадке хоббитам и узнал о настоящей цели похода. Здесь Фарамир показал своё сильнейшее отличие от брата. Он сказал:
Ты можешь не бояться. Я не возьму эту вещь, я не нагнусь за ней, даже если она будет лежать на дороге. Если бы Минас-Тирит рушился и один я мог его спасти, я остерёгся бы применять оружие Чёрного Властелина ради славы. Такой славы мне не надо, знай это, Фродо — сын Дрого.
Фарамир осознал, что отец не похвалит его за это решение, но всё равно поступил по совести. Он предупредил хоббитов о древнем ужасе на перевале Кирит Унгол и о своих опасениях по поводу Голлума. Кроме того, хоббиты получили его властью разрешение в течение года находиться в землях Гондора (это разрешение впоследствии подтвердил и сделал пожизненным Арагорн).
Перед уходом хоббитов из Хеннет Аннун Фарамир проявил великодушие, приказав заполнить их заплечные мешки провизией и водой и дав путникам по посоху из ливифрона для путешествий по горам.
Фарамир сражался за земли Гондора с отрядом Следопытов Итилиэна в Войне Кольца. Он был тяжело ранен (предположительно, отравленным дротиком харадца или назгула) во время отступления из Осгилиата и чуть было не погиб от рук собственного отца, который в безумии хотел сжечь его и себя в усыпальнице предков.
В Палатах Врачевания Минас Тирита Фарамир встретил раненую роханскую принцессу Эовин и в дальнейшем женился на ней. После воцарения Арагорна в Гондоре получил княжество Итилиэн, кроме того, в его отношении был подтверждён и титул наместника Гондора.

### Характеристика
Личность Фарамира описана в Приложениях к «Властелину Колец»:
Он без труда читал в людских сердцах, но то, что он в них видел, склоняло его скорее к жалости, чем к презрению. Он был учтив в обращении, любил предания и музыку; поэтому в те дни многие считали, что он уступает брату в мужественности. Но это было не так. Просто Фарамир не искал славы в бою, когда бой не имел смысла.
Образ Фарамира описывается глазами Перегрина Тука в книге «Возвращение Короля»:
Здесь стоял человек высокого благородства, какое временами открывалось в Арагорне, возможно, менее высокого, но все же неизмеримого: один из королей людей, рожденных в позднее время, но тронутых мудростью и печалью древней расы. Он понял, почему Берегонд произносил его имя с любовью. Это был предводитель, за которым идут люди, идут даже в тень черных крыльев..
Фарамир внешне напоминал Боромира, который, в свою очередь, показан как «высокий человек с открытым и благородным лицом, темноволосый и сероглазый».